# Aghbala
Aghbala (en àrab اغبالة, Aḡbāla; en amazic ⴰⵖⴱⴰⵍⴰ) és una comuna rural de la província de Béni Mellal de la regió de Béni Mellal-Khénifra, al Marroc. Segons el cens de 2014 tenia una població total de 12.741 persones.